# Round Rock, Texas
Round Rock là một thành phố thuộc quận Williamson, tiểu bang Texas, Hoa Kỳ. Năm 2010, dân số của xã này là 99887 người.

## Dân số
- Dân số năm 2000: 61136 người.
- Dân số năm 2010: 99887 người.